# Aulaconotopsis fimbriatus
Aulaconotopsis fimbriatus là một loài bọ cánh cứng trong họ Cerambycidae.